# Президентские выборы в Армении (1998)
Президентские выборы в Армении были назначены на 16 марта 1998 года. Второй тур прошёл 30 марта 1998 года. По результатам второго тура президентом Армении стал Роберт Кочарян, набравший 58,9 % голосов. Явка избирателей составила 63,5 % в первом туре и 68,1 % в во втором.

## Обзор
Выборы были назначены после того, как 3 февраля 1998 года президент Армении Левон Тер-Петросян подал в отставку со своего поста. Причиной его ухода послужил раскол в правящей элите страны: премьер-министр Роберт Кочарян, министр обороны Вазген Саркисян, министр внутренних дел и национальной безопасности Серж Саргсян не поддержали предложенный Л.Тер-Петросяном план по урегулированию Нагорно-Карабахского конфликта. С момента отставки Тер-Петросяна обязанности президента исполнял Роберт Кочарян.
Первый тур состоялся 16 марта 1998 года. Наибольшее число голосов в нём набрали Роберт Кочарян, совмещавший должности исполняющего обязанности президента страны и премьер-министра, и Карен Демирчян, 1-й секретарь ЦК КП Армянской ССР. Кочарян получил 38,5 %, Демирчян — 30,5 %. Последний уже 10 лет не был в политике, с 1991 года выполнял обязанности генерального директора и председателя совета директоров ЗАО «Армэлектромашина» — одного из крупнейших заводов Армении.
Карен Демирчян был весьма популярен как человек, с которым связывались надежды на возвращение к определённости прошлого после ассоциируемого с правлением Левона Тер-Петросяна мафиозного капитализма. Демирчян также пользовался поддержкой Запада за умеренный подход к урегулированию карабахского конфликта. Западные дипломаты ссылались на опросы, согласно которым Демирчяна поддерживают 53 % армян, а Кочаряна — только 36 %.
Второй тур выборов состоялся 30 марта. В нём сошлись Кочарян и Демирчян. Кочарян выиграл, набрав 58,9 % голосов. Демирчян получил только 40,1 %. ОБСЕ обнаружила серьёзные нарушения и в финальном докладе указала, что выборы не соответствовали стандартам организации. Хотя Демирян официально не оспаривал результатов голосования, он не принял их и не поздравил Роберта Кочаряна с победой.

## Результаты
| Кандидат                    | Партия                              | Первый тур | Первый тур | Второй тур | Второй тур |
| Кандидат                    | Партия                              | Голосов    | %          | Голосов    | %          |
| --------------------------- | ----------------------------------- | ---------- | ---------- | ---------- | ---------- |
| Роберт Кочарян              | независимый                         | 545 938    | 38,5       | 908 613    | 58,9       |
| Карен Демирчян              | Социалистическая партия Армении     | 431 967    | 30,5       | 618 764    | 40,1       |
| Вазген Манукян              | Национально-демократический союз    | 172 449    | 12,2       |            |            |
| Сергей Бадалян              | Коммунистическая партия Армении     | 155 023    | 10,9       |            |            |
| Паруйр Айрикян              | Национальное самоопределение        | 76 212     | 5,4        |            |            |
| Давид Шахназарян            | Армянское общенациональное движение | 6 798      | 0,5        |            |            |
| Арташес Гегамян             | Национальное единение               | 6 314      | 0,4        |            |            |
| Виген Хачатрян              | Либерально-демократическая партия   | 3 999      | 0,3        |            |            |
| Грант Хачатрян              | Союз «Конституционное право»        | 2 943      | 0,2        |            |            |
| Арам Саргсян                | Демократическая партия Армении      | 2 710      | 0,2        |            |            |
| Юрий Мкртчян                | независимый                         | 2 511      | 0,2        |            |            |
| Ашот Блеян                  | Новый путь                          | 1 559      | 0,1        |            |            |
| Против всех                 | Против всех                         | 9 509      | 0,7        | 14 890     | 1,0        |
| Недействительных бюллетеней | Недействительных бюллетеней         | 38 177     | -          | 25 435     | -          |
| Всего                       | Всего                               | 1 456 109  | 100        | 1 567 702  | 100        |